# Jamaica op de Olympische Winterspelen 1988
Tijdens de Olympische Winterspelen van 1988, die in Calgary (Canada) werden gehouden, nam Jamaica voor de eerste keer deel. Dit gaf aanleiding tot de film Cool Runnings.

## Deelnemers en resultaten

### Bobsleeën
| Olympiër                                              | Discipline              | Resultaat | Prestatie                                                   |
| ----------------------------------------------------- | ----------------------- | --------- | ----------------------------------------------------------- |
| Dudley Stokes Michael White                           | 2-mansbob (m) Jamaica I | 30e       | 4.03,86 (+10,38) (1.00,20 / 1.00,56 / 1.01,87 / 1.01,23)    |
| Dudley Stokes Devon Harris Michael White Chris Stokes | 4-mansbob (m) Jamaica I | dns-4     | niet gestart run 4 (58,04 / 59,37 / 1.03,19 / niet gestart) |